# Московский журнал
«Московский журнал» — русский ежемесячный литературный журнал, выступавший с позиции сентиментализма. Издавался в Москве Николаем Михайловичем Карамзиным с 1791 по 1792 годы. Всего вышло 8 частей журнала. Переиздание журнала в 1801—1803 годах пользовалось большим успехом.

## История журнала
Мысль об издании этого журнала возникла у Карамзина во время его заграничного путешествия. Содержание будущего журнала Н. М. Карамзин определял так:

1. Русские сочинения в стихах и прозе…

2. Разные небольшие иностранные сочинения…

3. Критические рассматривания русских книг…

4. Известия о театральных пьесах…

5. Описания разных происшествий…

Вот мой план. Почтенной публике остается его одобрить или не одобрить; мне же в первом случае исполнить, а во втором молчать.
— редакционная статья // Московский журнал. — 1991. — № 1. — С. 2.
Карамзин являлся издателем, редактором и переводчиком. Он публиковал в журнале свои произведения: «Письма русского путешественника», «Бедная Лиза», «Фрол Силин, благодетельный человек», «Лиодор», «Наталья, боярская дочь» и другие. Также Карамзин размещал в журнале свои переводы иностранных писателей: Жана Мармонтеля, Лоренса Стерна, Джеймса Макферсона.
Свои стихи в «Московском журнале» публиковали Гавриил Державин, Иван Дмитриев, Михаил Херасков, Василий Капнист, Юрий Нелединский-Мелецкий и другие.
Помимо прозы и стихов «Московский журнал» систематически публиковал рецензии, критические статьи и театральные разборы.